# Capnia pedestris
Capnia pedestris är en bäcksländeart som beskrevs av Douglas E. Kimmins 1947. Capnia pedestris ingår i släktet Capnia och familjen småbäcksländor. Inga underarter finns listade i Catalogue of Life.